# Brasão de Paris

Brasão de Paris

O Brasão de Paris, na sua forma atual, data de 1358, quando o rei Carlos V dotou-a com a flor-de-lis (parte superior, que é da França antiga).

## História
O brasão de armas da cidade de Paris data de 1111, quando o rei Carlos I oficialmente se instalou. No brasão de armas, o navio representado é o símbolo do poderoso corpo societário dos Marchands de l'eau, que remonta à Idade Média. O lema da cidade, "Fluctuat nec mergitur" ("É sacudida pelas ondas, mas não afunda") é igualmente uma referência para este barco.

Brasão atual de Paris (1358)
O brasão de Paris sob o Primeiro Império (1811-1814)
O brasão de Paris sob a Segunda República

## Descrição
Seu brasão é:
De gules a nave equipada e vestida de argente flutuando sobre as ondas do mesmo movendo a ponta, o chefe de azure semeado de flores-de-lis de ouro.

## Uso atual
- Pode ser encontrado em muitas instalações públicas em Paris, incluindo o Hôtel de ville, as prefeituras dos arrondissements, as Estações Parisienses, pontes, escolas e faculdades em Paris, as fontes Wallace, as colunas Morris e outros mobiliários urbanos em Paris.
- É também usado como estilizado no logo da Prefeitura de Paris, que é encontrado em muitas exposições municipais, em vários veículos da cidade, na paredes das caixas de iluminação pública, etc.